# Consell Republicà de Mombasa
El Consell Republicà de Mombasa (Mombasa Republican Council MRC) és una organització separatista amb seu a la ciutat costanera de Mombasa, Kenya, situada a uns 500 alguns quilòmetres de la capital de Nairobi. El grup afirma actua al voltant de Mombasa i la zona costanera i reclama la independència pel protectorat de Kenya (format per la zona costanera del país i diferent de la colònia de Kenya, més a l'interior) sota el nom de Pwani. Els seus partidaris són tant musulmans com cristians.

## Història
El Consell Republicà de Mombasa es va formar el 1999 per respondre a la percepció de discriminació política i econòmica contra el poble de la província costa. El grup remunta les seves demandes de secessió als tractats de 1895 i 1963 pels quals la franja de deu milles de la costa fou transferida de Zanzíbar als britànics i a Kenya. Alguns opositors caracteritzen aquests acords britànics com una forma de suborn dissenyat per facilitar la colonització de l'interior. El grup s'oposa a aquests acords com a no vàlids, perquè es van promulgar sense el consentiment dels interessats costaneres, i diu que l'estat de Kenya no ha complert amb les disposicions destinades a protegir la població costanera.
El Consell Republicà de Mombasa va estar poc actiu fins al 2008, quan va plantejar per primera vegada les reclamacions que Mombasa s'ha de separar de Kenya per esdevenir un estat independent. Van argumentar que la secessió seria alliberar el poble de la província litoral de la marginació dels successius governs de Kenya. El lema que està utilitzant és Pwani Si Kenya ("La costa no és Kenya"). En resposta, el govern va declarar il·legal al grup, juntament amb altres 33 grups. El Consell Republicà de Mombasa va impugnar la decisió del govern a la cort. L'alt tribunal de Mombasa va aixecar la prohibició però va dictaminar que la reclamació del grup era il·legal i inconstitucional.

## Bandera
La bandera de l'organització és horitzontal de tres franges, verda, negra i blanca; al centre un disc blanc de vora negra, dins del qual es veu a l'esquerra un tros de terra amb una palmera i a la dreta de la terra unes ones en blau; a vegades apareixen les lletres blanques M (sobre el disc, en el verd), R (a l'esquerra del disc en el negre) i C (a la dreta del disc també en el negre).